# Les Intellectuels faussaires
 (avril 2021).
- Si vous ne connaissez pas le sujet, laissez ce bandeau (vous pouvez alors contacter les auteurs).
- Si vous supprimez le contenu mis en cause (vous pouvez préalablement contacter les auteurs),

argumentez précisément cette suppression dans la page de discussion
(un manque de référence n'est pas un argument ; une recherche réelle de référence doit avoir été effectuée, être formellement documentée).
 (avril 2021).
Les Intellectuels faussaires : Le triomphe médiatique des experts en mensonge (sous-titré dans sa deuxième édition de 2012 Il est plus facile de critiquer Sarkozy que BHL) est un ouvrage du géopolitologue et essayiste Pascal Boniface paru en 2011. La question centrale de l'ouvrage concerne le rapport à la sincérité : La différence entre vérité et mensonge est-elle ou non un critère de distinction et de crédibilité ?

## Résumé
Les intellectuels faussaires sont des personnalités qui assènent sans scrupules des contrevérités (fake news) pour défendre une cause et qui restent quasi intouchables. Trop peu de personnes osent dénoncer leurs « petits arrangements » avec la vérité. Pourtant, le triomphe de ces « serials menteurs » représente une véritable menace pour la mise à disposition du grand public d'une information de qualité et pour la vivacité de la démocratie. Ces personnalités bien connues qui s'affichent dans les médias se drapent dans une morale sur mesure que Pascal Boniface s'efforce d'exhiber afin de dénoncer ce qu'il considère comme une nouvelle mouture de « La Trahison des clercs ». L'auteur dénonce les journalistes complices qui, présents et conscients d'un « mensonge volontaire et assumé » se refusent à le relever ; négligeant ainsi d'éclairer le public, bafouant la déontologie et la mission du journaliste dans la quête de vérité. Finalement, l'auteur trouve que « nos intellectuels faussaires, dont les mensonges ne trompent plus le grand public, [.] continuent de prospérer grâce à la connivence dont ils bénéficient, contribu[ant ainsi] à la montée de l'extrême droite ».

## Thèmes, constats et critiques
Pascal Boniface a centré son travail sur les questions internationales et stratégiques, car c'est le domaine qu'il maîtrise le plus.

### Thèmes
L'auteur ne veut pas s'en prendre aux points de vue que chaque personne est en droit d'exprimer, car le débat et la réfutation sont libres en démocratie. Il dénonce les méthodes :
- Le « mentir vrai » des « faussaires » : employer des arguments de mauvaise foi, énoncer des contrevérités, auxquels les « faussaires » ne croient pas eux-mêmes, de façon péremptoire, sans subtilité ni peur de la contradiction, en absence totale de scrupules, sans vergogne. L'auteur fait la différence entre se tromper (« l'erreur est humaine ») et tromper[6].
- les « mercenaires » qui font semblant d'adhérer temporairement à une cause porteuse et qui va dans le sens du « vent dominant »[6].
- la malhonnêteté des « faussaires » et des « mercenaires » hors de toute théorie du complot et du refus du « tous pourris »[6].
- En démocratie, les « serials menteurs » font le lit des démagogues[5].
- La manipulation de l'opinion, la propagande et la désinformation[5].
- La terminologie imprécise : intellectuel[7], expert ou spécialiste[8],
- les conflits d'intérêts

### Arguments
Les constats relevés par l'auteur s'inscrivent dans une analyse contextuelle d'un après 11 septembre 2001 qui n'aurait pas changé l'ordre mondial, bien que le choc émotionnel provoqué par les attentats (en France et à l'étranger) soit immense. Pour l'auteur, le rapport de force, les équilibres mondiaux n'ont pas été structurellement modifiés par le 11 septembre 2001.
- « Le mensonge devient un moyen légitime du combat idéologique » et l'usage des images faussées, truquées, antidatées, etc. pour jouer sur les émotions des spectateurs[10].
- Les vertus d'honneur, de dignité, d’honnêteté intellectuelle, pour être toujours mises en avant, sont de moins en moins respectées. Le ridicule ne tue plus depuis longtemps.
- Le travail de recherche et de contrôle des déclarations passées, écrits est rarement fait.
- Vérité et engagement pour des causes généreuses
- « L'entrée en force de la morale dans l'agenda international est la conséquence positive de la montée en puissance des peuples dans le processus de décision en politique étrangère. [. L]a globalisation et le développement des moyens de communication sont venus renforcer son poids. »[11].

### Critiques
Pascal Boniface dénonce les dérives déontologiques de la médiacratie.
Le mensonge américain, relayé par les capitales européennes, des armes de destruction massive en Irak et la guerre qui s'est ensuivie. Il défend l'idée qu'« on n'exporte pas la démocratie par la guerre ».
Regrettant les intellectuels silencieux (position jugée égoïste, de repli sur soi et de désintérêt pour les malheurs du monde), l'auteur se joint à Jean-Paul Sartre pour rappeler qu'il existe une position généreuse, solidaire, attentionnée, engagée. Sans tomber dans l'attitude adoptée par « une diversité d'hommes ayant acquis quelque notoriété par leurs travaux qui relèvent de l'intelligence, [des sciences], de la littérature et qui abusent de cette notoriété pour sortir de leur domaine et critiquer la société et les pouvoirs établis au nom d'une conception globale et dogmatique de l'[être humain]. ».
Jean-Paul Sartre, Pierre Bourdieu, Régis Debray ou Raymond Aron critiquaient la société à partir de leurs œuvres de réflexion. Ils ne privilégiaient pas la présence dans les médias pour construire leurs productions intellectuelles.
Vérité et engagement, tout en restant authentique, cohérent (Pour l'auteur, les exilés fiscaux chantant aux Restos du cœur sont à bannir).
La tentation de la petite phrase, de la contradiction, de la perte de contrôle, des larmes, etc. au détriment des dossiers de fond et du journalisme d'investigation. D'où la question : Les médias forment l'opinion, la déforment et/ou formatent les esprits et la réflexion du public ?
La séparation des types d'information : éditorial, information, publicité est bafouée. Les contaminations de l'information par le commentaire éditorialisé et par la publicité des entreprises qui contribuent est flagrante.
L'indépendance des rédactions est, elle aussi, bafouée par les recrutements, licenciements, et les imprécations des actionnaires sur l'équipe rédactionnelle.
« Si les « faussaires » parviennent à avoir pignon sur écran, c'est parce qu'ils disent ce que l'on est prêt à entendre, qu'ils se coulent dans le bain amniotique de la pensée commune » et ce, en vue d'assurer sa position dans le paysage intellectuel et médiatique et d'être réinvité.
La morale qui a servi à légitimer des opérations militaires n'est pas dans l'intérêt des peuples concernés. Dans certaines affaires, ce « moralisme se mue en véritable maccarthysme ». L'auteur signale l'usage du « triomphe des apparences [qui consiste à] mettre en avant un symbole qui ne reflète qu'une petite partie de la réalité. L'arbre moral vient cacher la forêt des atrocités »,

### Problèmes internationaux
C'est à l'international que l'auteur relève les problèmes évoqués dans le livre :
- L'occidentalisme qui, s'appuyant sur un discours néolibéral, dominateur, arrogant, fait pour générer de l'angoisse, considère que le développement des pays pauvres doit être cantonné[20].
- « L'originalité des néoconservateurs est de justifier les politiques de force - que l'on aurait autrefois qualifiées d'agression - par des principes moraux. Ils appliquent dans toutes ses conséquences le principe d'ingérence [humanitaire ou écologique] »[21].
- Les occidentalistes qui, délaissant partiellement l'antisémitisme vont s'allier avec les soutiens d'Israël pour exhiber leur nouvel épouvantail : l'islam[22],[23].
- Tout un chapitre est consacré à la dénonciation de l'attitude transformant trop souvent la critique de la politique des gouvernements de l’État d'Israël en antisémitisme[24]. L'auteur a écrit un ouvrage sur ce thème Est-il permis de critiquer Israël ?[25]
- Dans le chapitre 6, l'islamofascisme est considéré par l'auteur comme « un concept creux en vogue »[26]. Fabriquer de faux concepts est une nouvelle trahison de ces clercs : « Au lieu de permettre au citoyen de réfléchir à des phénomènes complexes, [ils] simplifie[nt] à l'extrême, [ils] fourni[ssen]t à l'opinion publique des produits intellectuellement frelatés et toxiques et [ils] fabrique[nt] des leurres idéologiques »[27].
- Le titre du chapitre 7 L'islam fait peur donne le résumé de l'ethnicisation des questions sociales[28]. L'auteur s'appuie sur Tzvetan Todorov[29], qui lui a été opprimé par le totalitarisme, pour trouver curieux que ceux qui sont critiques vis-à-vis des musulmans s'assimilent à Voltaire défendant la famille Calas contre les notables toulousains et l'église catholique romaine. De plus, les travaux du chercheur Jean-Yves Camus trouvent intérêt pour l'auteur qui rejette l'affirmation : « la critique de l'islam est devenue interdite pour des questions de politiquement correct »[30].

## Personnalités politiques évoquées dans l'ouvrage
L'auteur critique Khadafi, Saddam Hussein, Ben Ali et Moubarak, qui ont réprimé la population de leurs pays. Il dit qu'Hugo Chavez et Fidel Castro sont faciles à attaquer, critiquer, car il y a absence ou pénurie de moyens de rétorsion. Il accule George W. Bush, champion de l'hubris américain, et sa croyance dans le « moment unipolaire », pour qui les valeurs occidentales sont universelles. Leur application à l'échelle mondiale ne pouvant qu'être bénéfique pour tous les peuples.
L'auteur revient sur les attaques antisémites subies par Léon Blum et Pierre Mendès France, et considère que les déclarations de Marine Le Pen entretiendraient « un climat antimusulman ».
Boniface critique André Glucksmann qui déclare en pleine polémique sur le voile : « Le voile est une opération terroriste. En France, les lycéennes zélées savent que leur foulard est voile de sang ». Il critique aussi Thomas Deltombe et son analyse : « Cette logique constitue la matrice de médiatisation de l'islam en France : les journalistes ne cessent de répéter que les musulmans de France pratiquent massivement l'islam tranquille, mais leurs reportages sont massivement consacrés aux musulmans contaminés ».
La deuxième partie de l'ouvrage dont le titre est De quelques « faussaires » en particulier est totalement consacrée à quelques personnalités.
Après un bref avertissement sur les nécessaires « véritables débats contradictoires » présentant la pluralité des points de vue, l'auteur passe en revue les faussaires qui refusent le débat, essayent de faire taire leurs opposants et qui, agitant en permanence des principes voltairiens, se conduisent en censeurs impitoyables.

## Accueil critique
Frédéric Encel a toujours réfuté ces accusations et y répond dans son livre Géopolitique de l'Apocalypse.
Commentant le livre en juillet 2011 sur le site Acrimed, Alain Thorens et Mathias Reymond reprochent à P. Boniface de ne pas avoir cité les travaux antérieurs qui exprimaient une défiance à l'égard des individus dont les prises de position sont dénoncées dans le livre.
Alain Beuve-Méry, pour Le Monde, écrit que : « Pascal Boniface ressasse et règle manifestement ses comptes, même s'il s'en défend […] l'essai s'inscrit dans une veine pamphlétaire, ce qui en constitue la principale limite. Certes, les intellectuels faussaires qu'ils désignent ne sont pas tous, loin de là, exempts de reproches […] Mais à trop vouloir détruire ses cibles, Boniface le polémiste finit par les manquer. »
En 2015, Caroline Fourest lui a répondu et a commenté : « Pascal Boniface […] traite de “faussaires” tous les intellectuels ne partageant pas sa complaisance envers l'islam politique de Tariq Ramadan ou du Hezbollah… Alors qu'il a été condamné pour contrefaçon (c'est assez rare) après avoir publié sous son seul nom un livre écrit par un collectif de chercheurs »,,

## Deuxième édition
Chez le même éditeur, l'auteur ajoute une postface qui répond à chacune des critiques soulevées par la première parution. Au-delà des débats sur les idées, jugées utiles en toute démocratie, l'auteur note que les « procédés de connivences » dans les « élites » des pouvoirs en France poussent certains responsables à avertir, menacer, empêcher, arrêter des enquêtes et investigations, censurer, intimider, voire licencier. Le pire ? l'autocensure « [p]ar la peur. La peur des représailles. La peur du risque ».